# Berviller-en-Moselle
Berviller-en-Moselle – miejscowość i gmina we Francji, w regionie Grand Est, w departamencie Mozela.
Według danych na rok 1990 gminę zamieszkiwało 479 osób, a gęstość zaludnienia wynosiła 87 osób/km² (wśród 2335 gmin Lotaryngii Berviller-en-Moselle plasuje się na 605. miejscu pod względem liczby ludności, natomiast pod względem powierzchni na miejscu 965.).